# Focus (periodico 1992)
Focus è un mensile di scienza, sociologia e attualità, pubblicato in molti paesi. È il secondo mensile lanciato dalla joint venture Gruner+Jahr/Mondadori. L'edizione italiana, nata nel 1992, viene edita da Arnoldo Mondadori Editore e diretta (dal 2019) da Raffaele Leone. La rivista, di taglio divulgativo, si prefigge di "mettere a fuoco" il mondo della scienza e l'attualità, da cui appunto il nome "focus" in latino significa mettere a fuoco, riferito a lenti. Focus periodicamente realizza sondaggi di opinione su temi attuali. "Scoprire e capire il mondo" è lo slogan della rivista che tratta di storia, salute, approfondimenti, tecnologia, sport, animali, natura, spazio e comportamento.

## Storia

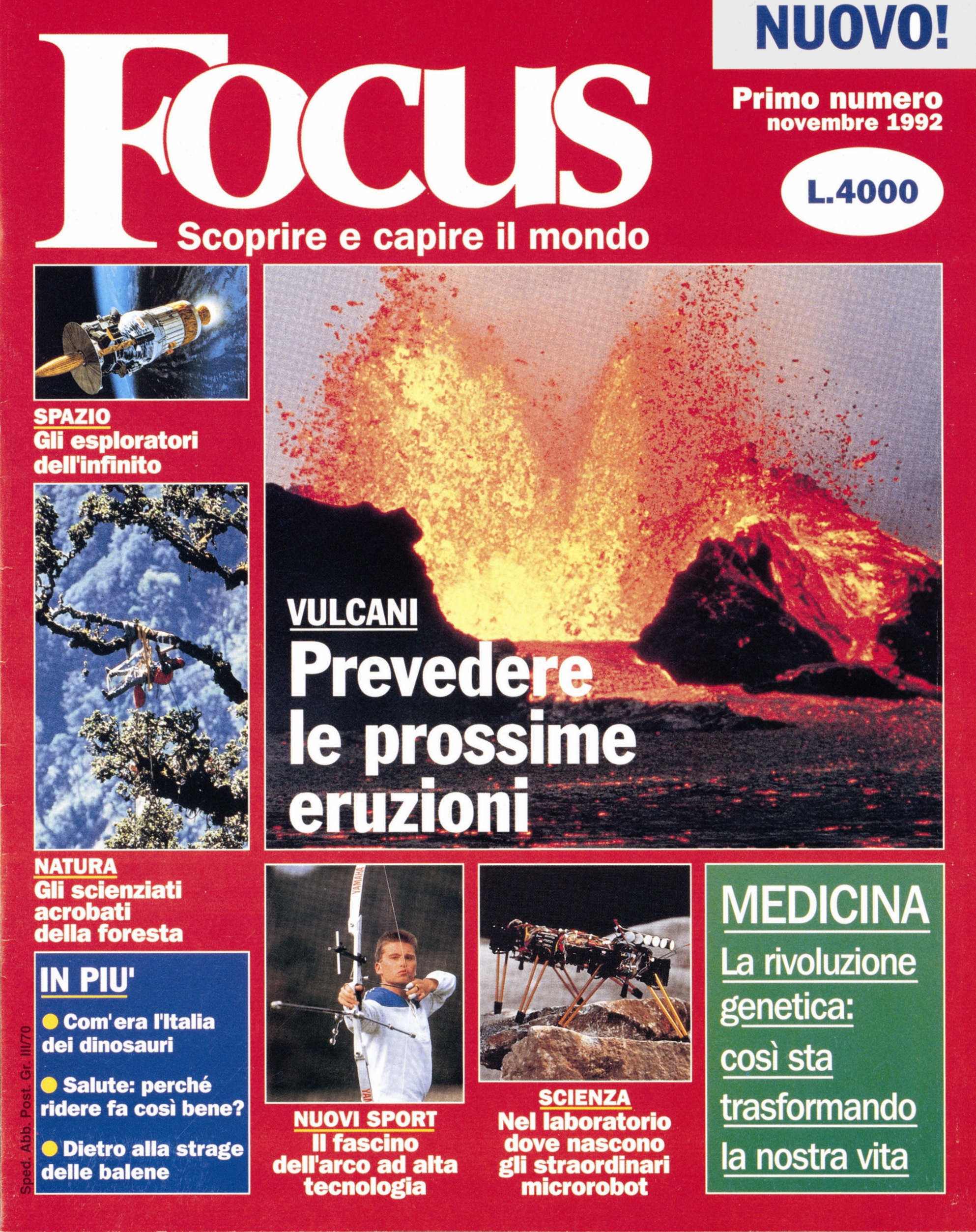
Copertina del primo numero di Focus (novembre 1992)

Focus viene lanciato nel novembre 1992. A dirigerlo, viene chiamato Remo Guerrini che nel settembre 1995 viene sostituito da Sandro Boeri, dal giugno 2012 da Francesca Folda e dall'agosto 2014 da Jacopo Loredan. Dal febbraio 2019 il Direttore di Focus è Raffaele Leone.
Il primo restyling, della rivista e del sito, risale al 2007, quando è stata data una nuova veste grafica e sono stati arricchiti i contenuti per favorire l'interazione con i lettori e tra il magazine e il sito. La principale novità ha riguardato la rivista "Myfocus": un giornale nel giornale realizzato con email, sms, foto, illustrazioni, domande e rubriche dei lettori. Nel 2010, Focus, suddiviso in sei macro-sezioni (attualità, sapere, fare dossier "Myfocus" e relax) adotta una veste grafica che dà maggior risalto alle immagini e un'impaginazione che consente di inserire all'interno degli articoli colonne di ipertesti con segnalazioni bibliografiche e di siti web, schede e dati di approfondimento sul tema e offre anche contenuti in formato multimediale utilizzando: mobile, web e la versione per iPad.
Nel 2013 il mensile modifica nuovamente l'organizzazione dei contenuti, con nuove rubriche e un ampio dossier, e la copertina. Anche il sito si rinnova, nell'ottica di presentarsi come sistema multicanale che si sviluppa su carta, web, mobile e televisione. L'ultimo restyling risale all'inizio del 2016, con la nascita di nuove rubriche dedicate ai motori e alle tecnologie. Dal 1º luglio 2015, Mondadori ha acquisito il controllo esclusivo della rivista, portando al 100% la propria partecipazione in Gruner+Jahr/Mondadori.

### Copie vendute
Nel 1997 Focus ha raggiunto il mezzo milione di copie. Nel '98 le vendite sono salite di 100 000 copie e nel 2000 hanno raggiunto una media di 800 000 copie.

### Storia delle testate
Negli anni, il mensile ha dato vita a nuove testate che escono in edicola autonomamente: Focus Extra, Focus Storia, Focus Junior, Focus Pico, Focus Wild.
La rivista scientifico-divulgativa Focus Junior è nata nel 2004 ed è dedicata a un pubblico di ragazzi (dagli 8 ai 13 anni). Gli argomenti trattati vanno dai più tradizionali (scienza, natura, animali, storia) a quelli maggiormente legati alla tecnologia (robotica e coding). L'allora direttore Livio Colombo è rimasto in carica per 2 anni, per lasciare successivamente il posto all'attuale Direttore Vittorio Emanuele Orlando. Oggi, Focus Junior si presenta come un sistema multimediale che coinvolge i lettori e interagisce con loro, sia sul cartaceo che sul sito e sul mobile: i ragazzi, infatti, vengono chiamati a raccontare le loro esperienze, a mandare foto e disegni. Dal 2008, Focus Junior ha un allegato estivo: Focus Junior x Gioko - spin off dedicato a giochi e passatempi, pensato per ragazzi dagli 8 ai 12 anni.
Il 22 novembre 2004, viene mandato in edicola il primo numero di Focus Storia. Inizialmente nato come trimestrale, diventa un bimestrale nel 2006 e un mensile nel 2008. Inizialmente, a occuparsi della testata è Marco Casareto, inizialmente come caporedattore, poi come vicedirettore e, dal 16 settembre 2008, come direttore. Nel 2012, il nuovo direttore diventa Jacopo Loredan. Il mensile racconta le vicende, i personaggi e le curiosità di tutte le epoche con il supporto di infografiche, disegni e immagini. Ogni mese, nella sezione "Primi piano" viene approfondito il tema di copertina che spazia dai grandi periodi e personaggi della storia ad argomenti più specifici, come: i grandi gialli, i nemici storici etc. Oggi il mensile è affiancato dal trimestrale monografico di approfondimento Focus Storia Collection e dal trimestrale Focus Wars dedicato alle guerre.
Nel dicembre 2007, come spin off della rivista, nasce Focus Pico - diretto da Sarah Pozzoli. La rivista è pensata per un pubblico di lettori in età prescolare e dei primi anni della scuola primaria. L'idea alla base è quella di un mensile in grado di divertire i bambini e fornire loro spunti educativi. Ogni numero contiene, sia una fiaba (con aspetti fantastici), sia una storia, che affronta i problemi quotidiani della vita. Nella rivista sono contenute anche tavole di giochi (il "Conta e Scrivi", esercizi di precalcolo e di pregrafismo etc.), una rubrica in inglese, pagine che stimolano la manualità e la creatività (ad es. le pagine del "Lavoretto") e la rubrica dei libri, che contiene novità editoriali di potenziale interesse per i bambini.
Nel 2007 viene lanciato anche un allegato mensile di enigmistica: Brain Trainer.
Nel 2011 nasce Focus Wild: il mensile del mondo Focus dedicato ai ragazzi dagli 8 ai 14 anni appassionati di animali e diretto da Sarah Pozzoli. I giovani lettori possono scoprire gli animali e l'ambiente in cui vivono attraverso immagini e curiosità che ne permettono di conoscere il comportamento, la storia e l'evoluzione. Protagonisti della rivista sono tutti i membri del regno animale: dagli animali selvaggi, della savana e dei poli, a quelli domestici (cani, gatti, tartarughe, pesci rossi etc.). La specifica sezione "Amici di casa", composta da 12 pagine, contiene consigli e suggerimenti per prendersi cura degli animali domestici.

## Aggiunte
L'edizione italiana pubblica diversi numeri:
- Focus D&R (trimestrale)
- Focus Extra
- Focus Storia
- Focus Storia Wars
- Focus Storia Collection
- Focus Storia D&R
- Focus Junior, mensile dedicato ai ragazzi.
- Focus Pico, dedicato ai bambini.
- Focus Wild, mensile dedicato ai ragazzi per la cura degli animali.

## Focus Wild

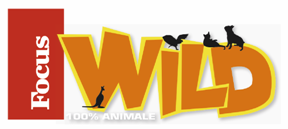
Logo rivista Focus Wild

Focus Wild è il mensile del mondo Focus dedicato ai ragazzi dagli 8 ai 14 anni appassionati di animali. I giovani lettori possono scoprire gli animali e l'ambiente in cui vivono attraverso immagini e curiosità che ne permettono di conoscere il comportamento, la storia e l'evoluzione.
La specifica sezione "PerClub", composta da 12 pagine, contiene suggerimenti per prendersi cura degli animali domestici: consigli dei veterinari, segreti del comportamento degli animali, la loro salute e la loro psicologia, spiegati da etologi e zoologi.
All'interno della rivista, inoltre, viene dato largo spazio alle immagini che permettono di approfondire il comportamento, la storia e l'evoluzione del regno animale.

### Rubriche
Tra le rubriche vi sono:
- le notizie sulle ultime scoperte scientifiche
- la pagina del fumetto
- gli animali da adottare
- le pagine "realizzate" da ragazzi che inviano foto, disegni, commenti e quesiti[5].

## Focus Junior

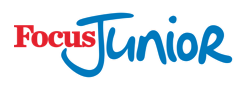
Logo rivista Focus Junior

Focus Junior è un mensile italiano della famiglia Focus specializzato nella divulgazione scientifica e tecnologica per i ragazzi dagli 8 ai 13 anni.
Si occupa di scienza (soprattutto bionomia) tecnologia e in modo particolare del funzionamento di macchine, di comportamento di animali e di attualità sulla vita di scuola. Dal 2005 il sito web della rivista dispone di JuniorPedia, una enciclopedia per ragazzi nella quale i contenuti sono immessi dai contributori secondo il modello wiki.

## Focus Pico

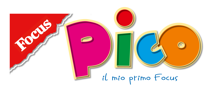
Logo rivista Focus Pico

Focus Pico è una rivista italiana creata per i bambini in età pre-scolare e nei primi anni della scuola primaria.

### Storia
La rivista nasce come spin off di Focus Junior nel dicembre 2007 ed è diretta da Sarah Pozzoli. L'idea alla base del progetto è di fornire contenuti che possano educare i bambini e divertirli al tempo stesso. All'interno del periodico è dedicato grande spazio alla lettura: ogni numero contiene una fiaba connotata da aspetti fantastici e una storia che affronta i problemi quotidiani della vita.
All'interno della rivista si trovano:
- tavole di giochi, come il "Conta e Scrivi" con esercizi di pre-calcolo e pregrafismo;
- tavole d'ambientazione (con giochi che allenano il senso logico e matematico);
- una rubrica in inglese ("Colora in inglese");
- rubriche dedicate alla cucina, con ricette semplici e adatte ai bambini.

Nell'ottobre 2017 si è tenuta la prima edizione della "Città dei Mestieri. Mettiamo in gioco il talento dei bambini", in collaborazione con Focus Junior e Nostrofiglio.it: un evento dedicato alle famiglie con figli dai 2 ai 13 anni e ai loro insegnanti, in partnership con l'istituzione educativa Happy Child. La manifestazione si è proposta come spazio di riflessione sul talento dei bambini attraverso conferenze, incontri con i genitori, laboratori e attività ludiche, per un totale di 40 appuntamenti dedicati a: scienza, robotica, coding per ragazzi, giornalismo, disegno, lavori creativi e cucina.
Nel 2017 Focus Pico ha rafforzato la propria presenza nell'ambito dei progetti scolastici attraverso iniziative indirizzate a bambini, famiglie e istituti, affrontando tematiche a loro rivolte.

### Direttore
- Sarah Pozzoli

## Focus Storia

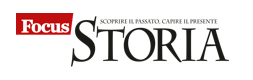
Logo rivista Focus Storia

Il 22 novembre 2004, il Direttore di Focus Sandro Boeri manda in edicola il primo numero di Focus Storia. Inizialmente nata come rivista trimestrale, dal 2006 diventa bimestrale, e mensile a partire dal 2008.
A occuparsi inizialmente della testata è Marco Casareto, come caporedattore, poi come vice-direttore e dal 16 settembre 2008 come direttore. Dal 2012 la rivista viene diretta da Jacopo Loredan e racconta vicende, personaggi e curiosità di tutte le epoche storiche.
Dal 1º luglio 2015 Focus Storia è diventato di completa proprietà Mondadori mediante l'acquisizione di Gruner+Jahr/Mondadori da parte del gruppo di Segrate.

### Direttori
- Marco Casareto
- Jacopo Loredan[6]
- Raffaele Leone[1]

## Canale televisivo
Dal 28 luglio 2012 al 29 aprile 2018 la rivista ha partecipato alla gestione del canale televisivo Focus, in collaborazione con Switchover Media e Discovery Communications, mentre collabora tuttora con Mediaset nella gestione del canale, tornato in onda a maggio 2018 sul canale 35.